# Piekary (powiat łęczycki)
Piekary – wieś w Polsce położona w województwie łódzkim, w powiecie łęczyckim, w gminie Piątek. Przez miejscowość przebiega droga wojewódzka nr 702.
Jedną z atrakcji jest stara fabryka oraz park.
W latach 1975–1998 miejscowość należała administracyjnie do województwa płockiego.

## Zabytki
Według rejestru zabytków Narodowego Instytutu Dziedzictwa na listę zabytków wpisane są obiekty:
- zespół dworski, 1 poł. XIX w.:
  - dwór, nr rej.: 528 z 9.08.1967
  - park, nr rej.: 572 z 2.09.1987